# HD 204313
HD 204313は、やぎ座の方角に約155光年の距離にある、8等級のG型主系列星である。
| 太陽 | HD 204313 |
| ---- | --------- |
| 太陽 | Exoplanet |

## 重星
HD 204313から6.2秒離れた位置に、17等星があり、連星系かもしれないとされる。2つの恒星の重力的な結び付きを示すデータは得られていないが、HD 204313が銀河面から離れた位置にあることから、たまたま同じ方向に見えているだけである確率は1割程度と見積もられている。

## 惑星系
2009年8月、ラ・シヤ天文台での視線速度法の観測から、木星程度の大きさの木星型惑星HD 204313 bが周囲を公転していることが発見された。
2011年、高精度視線速度系外惑星探査装置（HARPS）による観測で、HD 204313 bよりも内側に、スーパー・アースHD 204313 cが存在すると報じられた。
2012年には、マクドナルド天文台での観測から、HD 204313 bよりも外側に、2つ目の木星型惑星の発見が発表され、HD 204313 dとされた。しかし、その後更にHARPSによる観測を追加し、大幅に精度を上げた分析では、HD 204313 dの信号は検出されなかった。一方で、HD 204313 cは再び検出されて、存在が確定した。
| 名称 （恒星に近い順） | 質量             | 軌道長半径 （天文単位） | 公転周期 (日)  | 軌道離心率      | 軌道傾斜角 | 半径 |
| --------------------- | ---------------- | ----------------------- | -------------- | --------------- | ---------- | ---- |
| b                     | ≥ 4.28 ± 0.30 MJ | 3.167 ± 0.120           | 2,024.1 ± 3.1  | 0.0946 ± 0.0032 | —          | —    |
| c                     | ≥ 17.6 ± 1.7 M⊕  | 0.2099 ± 0.0071         | 34.905 ± 0.012 | 0.155 ± 0.071   | —          | —    |